# جورجو موريني
جورجو موريني (Giorgio Morini)، (كرارا، 11 أكتوبر 1947)، لاعب كرة قدم إيطالي سابق، ومدرب كرة قدم إيطالي سابق.
بدأ مسيرته الكروية مع نادي إنتر ميلان في موسم 1967/1968، وفي عام 1968 انتقل إلى نادي فاريزي، ولعب معهم حتى عام 1972، وفي عام 1972 انتقل إلى نادي روما، ولعب معهم حتى عام 1976، وفي عام 1976 انتقل إلى نادي إيه سي ميلان، ولعب معهم حتى عام 1980. وبدأ مسيرته التدريبية مع نادي إيه سي ميلان في موسم 1996/1997.